# Wolf Hoffmann
Wolf Hoffmann (Mainz, 10 de dezembro de 1959) é um guitarrista alemão, mais conhecido como guitarrista da banda alemã de heavy metal Accept desde 1976. Em 1997, ele lançou o album Classical com versões de Rock para composições clássicas. Ele participou do álbum Bring 'Em Bach Alive! do vocalista Sebastian Bach, e também no tributo japonês Randy Rhoads Tribute, nas músicas I Don't Know (com Sebastian Bach) e Diary of a Madman (com Joe Lynn Turner). Hoffmann também contribuiu para o Peace Breaker de Skew Siskin.
Ele tem se dedicado recentemente à fotografia como hobby, e eventualmente fez disso sua segunda carreira (ele fez a foto da capa de Objection Overruled). Durante o hiato do Accept desde 1997, Hoffmann trabalhou como fotógrafo profissional. Ele mora atualmente em "Nashville, TN", mas também mantém uma residência em Berlim, Alemanha.
Wolf Hoffmann é casado com Gaby Hoffmann, que costuma ser assistente do Accept. Gaby Hauke contribuiu em composições do Accept sob o pseudônimo Deaffy.
Accept se reuniu novamente com Hoffmann em 2009. O álbum Blood of the Nations foi lançado em agosto de 2010 e recebeu críticas majoritariamente positivas. O álbum seguinte, Stalingrad, lançado dois anos mais tarde, também foi bem sucedido.
Em 27 de Novembro de 2014, durante um show do Accept em Londres, Wolf revelou em uma entrevista com Backdiamond que ele estava trabalhando em um novo álbum solo, o qual provavelmente também seria no estilo metal neo-clássico, conforme foi seu primeiro lançamento (Classical). O disco chamado Headbangers Symphony saiu em 2016.

## Discografia

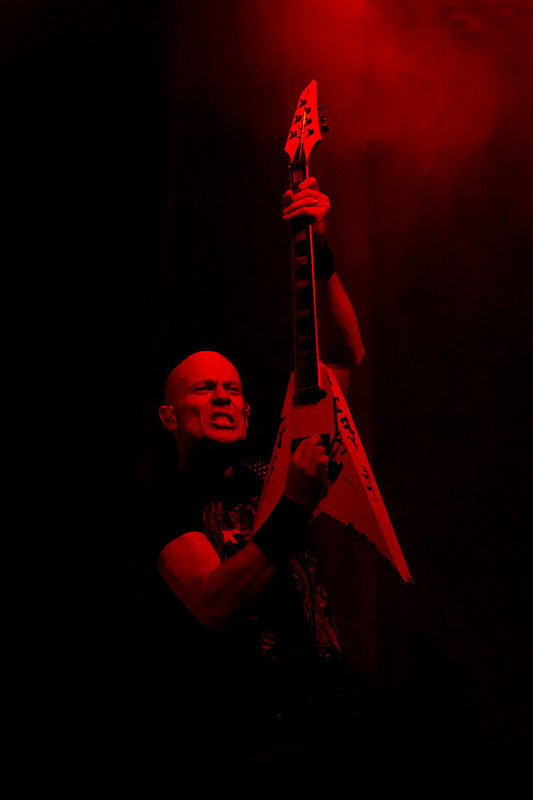
Hoffmann com o Accept em Minsk, Bielorrússia, na turnê de Blood of the Nations de 2011

### Solo
- Classical  (1997)
- Headbangers Symphony (2016)

### Accept
- Accept (1979)
- I'm a Rebel (1980)
- Breaker (1981)
- Restless and Wild (1982)
- Balls to the Wall (1983)
- Metal Heart (1985)
- Russian Roulette (1986)
- Eat the Heat (1989)
- Objection Overruled (1993)
- Death Row (1994)
- Predator (1996)
- Blood of the Nations (2010)
- Stalingrad (2012)
- Blind Rage (2014)